# Коссы
Коссы — деревня в Хвастовичском районе Калужской области. Входит в состав сельского поселения «Село Кудрявец». Согласно переписи 2010 года население составляет 14 человек.
Расположена в 6 км от стыка Брянской, Орловской и Калужской областей.

## История
Упоминается с XVII века (под названием Косцы) в составе Хотимльского стана Карачевского уезда В дозорной книге за 1614 год.

 Сенгур да Степан Семеновы дети Соковнина сказали за собою вотчину отца их выслуга в Карачевском уезде в Хотимском стану (дрв) Булатова на реке на Вытебеди усть речки Босец сто чети, (дрв) Косцы на речке на Косцех пятнатцать чети, (пус) верх колодези Хотынца оба поль Иваня озера девяносто восмь чети, да (пус) на речке на Журавке усть Колпачка на Вепревой поляне сто чети, да в Городцком ж стану да на Сенгуру Соковнину Ондреевская вотчина Соковнина помесьи /Л. 110 об./ (дрв) Мурзоковская, (дрв) Королевка, (пус) за болшою дорогою за Мценскою у Свиридова колодезя сто семьдесят чети. А грамоты де вотчинные и помесные згорели. А болши того за собою вотчины и помесья не сказали.
В XIX веке — сельцо, владение Владимировых, Хитрово, Могилевцевых, Житковых и других; входила в приход села Старого. До 1929 года — в Карачевском уезде, с 1861 — составе Старосельской волости, с 1924 — в Хотынецкой волости, в 1929—1932 — в Хотынецком районе, с 1932 — в Хвастовичском районе (с 1944 — в составе Калужской области).

## Население
| 2002 | 2010 |
| ---- | ---- |
| 33   | ↘14  |